# Ferrari F60
La Ferrari F60 (numero di progetto 660) è stata la cinquantacinquesima monoposto costruita dalla casa automobilistica Ferrari per partecipare al campionato mondiale di Formula 1 2009.
Questo modello ha sostituito la Ferrari F2008, la quale ha disputato il Campionato mondiale di Formula 1 2008, vincendo il titolo costruttori.

## Presentazione
È stata presentata alla stampa, tramite il sito internet ufficiale, il 12 gennaio 2009. La Ferrari ha scelto la sigla F60 per celebrare il numero delle proprie partecipazioni alle edizioni del campionato mondiale di Formula 1.

### Livrea e sponsor
La livrea rimane molto simile rispetto a quella del 2008, in maggior parte rossa con piccoli spicchi bianchi dovuti alla sponsorizzazione della Marlboro.

## Sviluppo
La Ferrari F60 risponde alle esigenze imposte dai nuovi regolamenti FIA per la stagione 2009: tutti gli aspetti aerodinamici sono frutto del lavoro effettuato dal OWG (Overtaking Working Group), il team creato dalla FIA in collaborazione con le scuderie per permettere l'introduzione di novità aerodinamiche in grado di garantire maggiori sorpassi durante le gare.

### Aerodinamica
Rispetto alla F2008 l'ala anteriore è più larga e passa dai 140 cm precedenti ai 180 cm attuali; il flap potrà essere regolato dal pilota. Mancano inoltre le feritoie di sfogo sulla carrozzeria, mentre l'ala posteriore è notevolmente più stretta, passando da 100 cm a 75 cm, oltre che alta, passando da 80 cm a 95 cm.

### Telaio e sospensioni
Anche lo schema delle sospensioni è stato totalmente riprogettato, poiché dal 2009 sarà ridotta la possibilità di inserire gli elementi sospensivi all'interno della carenatura.
Furono costruiti 10 chassis, numerati da F60/272 a F60/281.

### Motore
Il motore ha una cilindrata totale di 2 398 cm³ e un regime di rotazione massima di 18 000 giri/minuto; l'obiettivo di durata del motore è di circa 2 500 chilometri.

#### Trasmissione
La scatola del cambio non ha subito modifiche costruttive, rimanendo in carbonio e di forma longitudinale. Il sistema dei freni è di nuova realizzazione, ed è stato realizzato dalla Brembo.

#### KERS
La F60 è stata progettata per sfruttare il KERS, ovvero il sistema di recupero dell'energia cinetica. Il KERS della Ferrari è stato progettato in collaborazione con Magneti Marelli. Il sistema è basato su un motore/alternatore elettrico calettato in asse con il motore il cui compito è recuperare energia in frenata trasferendola nelle batterie per poi fornire un boost di potenza quando il pilota lo richiede (energia immagazzinabile e modo d'uso sono definiti dal regolamento tecnico). Attivando il KERS si possono dare al motore circa 80 CV in più per 6,67 s al giro circa.

## Scheda tecnica
- Lunghezza: - m*
- Larghezza: - m*
- Altezza: - m*
- Peso: 605 Kg (compresi pilota, acqua e olio)
- Carreggiata anteriore: - m*
- Carreggiata posteriore: - m*
- Passo: - m*
- Telaio: monoscocca a nido d'ape in fibre di carbonio e materiali compositi
- Trazione: posteriore
- Frizione: multidisco
- Cambio: longitudinale Ferrari, 7 marce + retromarcia, con comando semiautomatico elettronico sequenziale
- Differenziale: autobloccante
- Freni: a disco autoventilanti in carbonio della Brembo
- KERS: realizzato in collaborazione con Magneti Marelli
- Motore: tipo 056
  - Num. cilindri e disposizione: 8 a V 90°
  - Cilindrata: 2 398 cm³
  - Potenza: - 700 CV + 81  CV del sistema KERS
  - Coppia: - Kgm
  - Alesaggio: 98 mm
  - Corsa: 39,74 mm
  - Distribuzione: pneumatica
  - Valvole: 32
  - Materiale blocco cilindri: alluminio microfuso
  - Olio: Shell
  - Benzina: Shell V-Power ULG-66L/2
  - Peso: > 95 kg
  - Alimentazione: iniezione elettronica digitale Magneti Marelli
  - Accensione: elettronica Magneti Marelli statica
- Sospensioni: indipendenti con puntone e molla di torsione anteriore/posteriore
- Pneumatici: Bridgestone
- Cerchi: 13 " BBS

(*): dati non forniti ufficialmente dalla Scuderia.

## Piloti
| Piloti ufficiali     | Piloti ufficiali                                                                               | Piloti ufficiali |
| Nazione              | Nome                                                                                           | Numero           |
| -------------------- | ---------------------------------------------------------------------------------------------- | ---------------- |
| Brasile (bandiera)   | Felipe Massa (dal Gran Premio d'Australia al Gran Premio di Germania)                          | 3                |
| Italia (bandiera)    | Luca Badoer (sostituisce Massa nel Gran Premio d'Europa e in quello del Belgio)                | 3                |
| Italia (bandiera)    | Giancarlo Fisichella (sostituisce Badoer dal Gran Premio d'Italia al Gran Premio di Abu Dhabi) | 3                |
| Finlandia (bandiera) | Kimi Räikkönen                                                                                 | 4                |
| Collaudatori         |                                                                                                |                  |
| Nazione              | Nome                                                                                           | Nome             |
| Italia (bandiera)    | Luca Badoer                                                                                    | Luca Badoer      |
| Spagna (bandiera)    | Marc Gené                                                                                      | Marc Gené        |

## Risultati in Formula 1
(I risultati in Grassetto indicano una pole position; i risultati in Corsivo indicano un giro più veloce)
| Anno | Team             | Motore  | Gomme | Piloti     |     |    |     |    |     |   |   |   |     |    |    |    |   |    |    |    |    | Punti | Pos. |
| ---- | ---------------- | ------- | ----- | ---------- | --- | -- | --- | -- | --- | - | - | - | --- | -- | -- | -- | - | -- | -- | -- | -- | ----- | ---- |
| 2009 | Scuderia Ferrari | Ferrari | B     | Massa      | Rit | 9  | Rit | 14 | 6   | 4 | 6 | 4 | 3   | NP |    |    |   |    |    |    |    | 70    | 4º   |
| 2009 | Scuderia Ferrari | Ferrari | B     | Badoer     |     |    |     |    |     |   |   |   |     |    | 17 | 14 |   |    |    |    |    | 70    | 4º   |
| 2009 | Scuderia Ferrari | Ferrari | B     | Fisichella |     |    |     |    |     |   |   |   |     |    |    |    | 9 | 13 | 12 | 10 | 16 | 70    | 4º   |
| 2009 | Scuderia Ferrari | Ferrari | B     | Räikkönen  | 15* | 14 | 10  | 6  | Rit | 3 | 9 | 8 | Rit | 2  | 3  | 1  | 3 | 10 | 4  | 6  | 12 | 70    | 4º   |

| Legenda | 1º posto     | 2º posto | 3º posto    | A punti         | Senza punti/Non class.  | Grassetto – Pole position Corsivo – Giro più veloce |
| Legenda | Squalificato | Ritirato | Non partito | Non qualificato | Solo prove/Terzo pilota | Grassetto – Pole position Corsivo – Giro più veloce |

## Carriera agonistica
Poiché la Ferrari si era trovata a dover sviluppare fino all'ultimo la F2008 nel tentativo di conquistare il mondiale piloti e costruttori, lo sviluppo della vettura per il 2009 partì in ritardo rispetto ad altre scuderie, le quali essendo fuori dai giochi per i titoli iridati avevano invece scelto di lasciar perdere gli interventi sulle auto del 2008 per concentrarsi appieno nella progettazione di una monoposto ottimizzata per i nuovi regolamenti. 
Nei primi test la F60 parve dare a vedere un qualche potenziale, ma presto si dimostrò ben inferiore alla Brawn (che beneficiava del grande lavoro di sviluppo portato avanti dalla Honda prima di ritirarsi) e alla Red Bull (che aveva realizzato cospicui investimenti per mettere a punto una macchina d'alto livello da affidare a Sebastian Vettel, distintosi l'anno precedente al volante della Toro Rosso).
Alla prova delle gare, la F60 si rivelò poco performante, inaffidabile e complicata nella messa a punto: nelle prime quattro gare i due piloti ottennero appena tre punti, tutti conquistati da Räikkönen in Bahrain: tali risultati portarono la Ferrari al penultimo posto in classifica costruttori con tre punti, davanti solo alla Force India ferma a zero. 
Nelle gare successive la vettura incrementò il proprio rendimento, centrando il primo podio stagionale grazie al terzo posto di Räikkönen a Monaco. Nella stessa gara Massa, giunto 4º, effettuò anche il giro più veloce in gara. Altri buoni risultati arrivarono con Massa, che ottenne il primo podio stagionale in Germania, giungendo 3º dopo essersi qualificato 8º. Grazie a questi buoni piazzementi il brasiliano salì al 5º posto in classifica con 22 punti, 46 in meno del leader del campionato Jenson Button, mentre Räikkönen si collocò al 10º posto in classifica con 10 punti, a 12 punti di distanza da Massa. 
Nelle qualifiche del successivo evento in Ungheria Massa subì un gravissimo incidente: una molla staccatasi dalla retrotreno della Brawn di Rubens Barrichello lo colpì in pieno sul casco, tramortendolo e causando un'uscita di pista alla Curva 4. Il pilota (che riportò un serio taglio alla fronte, una commozione cerebrale e una lesione alla parte sinistra del cranio) non prese parte alla gara e non fu possibile sostituirlo immediatamente; Räikkönen però si classificò 2º dopo essere partito dalla 7ª posizione, ottenendo così il secondo podio della sua stagione e il terzo della stagione per la scuderia di Maranello. 
Per il Gran Premio d'Europa la scuderia (dopo aver sondato Michael Schumacher, che però declinò in quanto ancora dolorante per i postumi di un incidente in moto) decise di schierare al posto dell'infortunato Massa il collaudatore Luca Badoer, che però nel fine settimana spagnolo non marcò punti tagliando il traguardo in 17ª posizione, finendo anche doppiato, dopo aver segnato l'ultimo tempo in qualifica; per contro Räikkönen giunse nuovamente a podio tagliando il traguardo in 3ª posizione. 
Nel gran premio successivo in Belgio arrivò l'unica vittoria stagionale per la Ferrari, ottenuta da Kimi Räikkönen dopo quasi un anno e mezzo dalla precedente (al Gran Premio di Spagna 2008), mentre Badoer terminò la gara al 14º posto senza precedere nessun pilota, arrivando a 1' e 42" dal compagno. La Ferrari decise quindi per un ulteriore rimpiazzo, affidando la seconda macchina a Giancarlo Fisichella, che in Belgio con la Force India aveva ottenuto la pole position e il primo podio della scuderia indiana, giungendo 2º alle spalle di Räikkönen. Tuttavia anche Fisichella non riuscì a fare neanche un punto con la Ferrari, ottenendo come miglior piazzamento un 9º posto in Italia, gara in cui Räikkönen andò ancora a podio per la quarta volta di fila. 
Le ultime quattro gare stagionali furono meno fortunate: la Ferrari scelse infatti di non sviluppare ulteriormente la macchina per concentrarsi sul progetto per il 2010, mentre la McLaren (che a sua volta aveva iniziato l'anno con molte difficoltà) seguitò a implementarla e seppe così rilanciarsi, fino a centrare il 3º posto nella classifica costruttori, con 1 punto di vantaggio sulla scuderia italiana. Tra i piloti, Räikkönen terminò la stagione al 6º posto in classifica con 48 punti, contendosi il 5º posto con Lewis Hamilton fino all'ultima gara; Massa invece si piazzò all'11º posto con 22 punti.